# Spawn of the North
Spawn of the North is een Amerikaanse avonturenfilm uit 1938 onder regie van Henry Hathaway. Destijds werd de film in Nederland uitgebracht onder de titel De zeewolf.

## Verhaal
Twee vissers uit Alaska zijn al van kindsbeen af vrienden. Hun vriendschap komt op de helling te staan door een geschil over zalm. De ene visser kiest de kant van Russische piraten, terwijl de andere de handschoen opneemt voor de plaatselijke bevolking.

## Rolverdeling
| Acteur            | Personage        |
| ----------------- | ---------------- |
| George Raft       | Tyler Dawson     |
| Henry Fonda       | Jim Kimmerlee    |
| Dorothy Lamour    | Nicky Duval      |
| Akim Tamiroff     | Red Skain        |
| John Barrymore    | Windy Turlon     |
| Louise Platt      | Dian Turlon      |
| Lynne Overmann    | Jackson          |
| Fuzzy Knight      | Lefty Jones      |
| Vladimir Sokoloff | Dimitri          |
| Duncan Renaldo    | Ivan             |
| John Wray         | Dr. Sparks       |
| Michio Ito        | Indiaanse danser |
| Stanley Andrews   | Partridge        |
| Richard Ung       | Tom              |